# 鍾宇淳
鍾宇淳（1545年—1586年），字道復，號順齋，直隸松江府華亭縣人，匠籍，明朝政治人物。

## 生平
萬曆元年（1573年）癸酉科應天鄉試第三十五名舉人，五年（1577年）中式丁丑科會試第一百六名，三甲第一百六十八名進士。授遂昌縣知縣，十一年（1583年）八月升南京兵科給事中，十三年（1585年）二月巡視南京京營營務，十四年（1586年）十月出為福建布政使司右參議，便道歸里，同年十一月卒於家。

## 著作
著有《括蒼吟稿》、《南垣奏議》、《太和紀游》、《三台洞記》。

## 家族
曾祖鍾昶；祖父鍾玥；父鍾薇（1528-1611），字汝思，號面溪，封遂昌縣知縣。母許氏（贈孺人）；繼母顧氏（封孺人）。具慶下。兄鍾梁、鍾集、鍾槩、鍾樂，弟鍾宇粹、鍾宇沖、鍾宇元、鍾宇化、鍾宇禎。